# Scleroprotopus longiventris
Scleroprotopus longiventris är en mångfotingart som beskrevs av Karl Wilhelm Verhoeff 1941. Scleroprotopus longiventris ingår i släktet Scleroprotopus och familjen Mongoliulidae. Inga underarter finns listade i Catalogue of Life.